# Murgathaul
Murgathaul è una suddivisione dell'India, classificata come census town, di 7.872 abitanti, situata nel distretto di Bardhaman, nello stato federato del Bengala Occidentale. In base al numero di abitanti la città rientra nella classe V (da 5.000 a 9.999 persone).

## Geografia fisica
La città è situata a 23° 37' 34 N e 87° 04' 18 E.

## Società

### Evoluzione demografica
Al censimento del 2001 la popolazione di Murgathaul assommava a 7.872 persone, delle quali 4.358 maschi e 3.514 femmine. I bambini di età inferiore o uguale ai sei anni assommavano a 1.148, dei quali 575 maschi e 573 femmine. Infine, coloro che erano in grado di saper almeno leggere e scrivere erano 4.156, dei quali 2.787 maschi e 1.369 femmine.